# (200100) 1995 HG5
(200100) 1995 HG5 es un asteroide perteneciente al cinturón de asteroides, descubierto el 26 de abril de 1995 por el equipo del Spacewatch desde el Observatorio Nacional de Kitt Peak, Arizona, Estados Unidos.

## Designación y nombre
Designado provisionalmente como 1995 HG5.

## Características orbitales
1995 HG5 está situado a una distancia media del Sol de 3,183 ua, pudiendo alejarse hasta 3,879 ua y acercarse hasta 2,486 ua. Su excentricidad es 0,218 y la inclinación orbital 11,16 grados. Emplea 2074,33 días en completar una órbita alrededor del Sol.

## Características físicas
La magnitud absoluta de 1995 HG5 es 15. Tiene 8 km de diámetro y su albedo se estima en 0,03.